# Дріфт-Пайл-Рівер 150
Дріфт-Пайл-Рівер 150 (англ. Drift Pile River 150) — індіанська резервація в Канаді, у провінції Альберта, у межах муніципального району Біґ-Лейкс.

## Населення
За даними перепису 2016 року, індіанська резервація нараховувала 828 осіб, показавши зростання на 3,5%, порівняно з 2011-м роком. Середня густина населення становила 12,5 осіб/км².
З офіційних мов обидвома одночасно володіли 15 жителів, тільки англійською — 810. Усього 135 осіб вважали рідною мовою не одну з офіційних, з них 130 — одну з корінних мов.
Працездатне населення становило 52,1% усього населення, рівень безробіття — 34,4%.
Середній дохід на особу становив $23 446 (медіана $18 400), при цьому для чоловіків — $22 726, а для жінок $24 244 (медіани — $17 024 та $19 008 відповідно).
15,4% мешканців мали закінчену шкільну освіту, не мали закінченої шкільної освіти — 51,3%, 33,3% мали післяшкільну освіту, з яких 5,1% мали диплом бакалавра, або вищий.
| Статево-вікова структура населення | Статево-вікова структура населення | Статево-вікова структура населення | Статево-вікова структура населення | Статево-вікова структура населення |
| ---------------------------------- | ---------------------------------- | ---------------------------------- | ---------------------------------- | ---------------------------------- |
|                                    |                                    |                                    |                                    |                                    |
| Всього                             | Всього                             | 54,2%45,8%                         |                                    |                                    |
| 0 — 14 років                       | 0 — 14 років                       |                                    | 29,5%                              | 29,5%                              |
| 15 — 64 років                      | 15 — 64 років                      |                                    | 63,9%                              | 63,9%                              |
| 65 і більше                        | 65 і більше                        |                                    | 6,6%                               | 6,6%                               |
| Середній вік (років)               | Середній вік (років)               | 30,432,5                           | 31,4                               | 31,4                               |
| Медіана (років)                    | Медіана (років)                    | 27,030,0                           | 29,1                               | 29,1                               |
| — чоловіки — жінки                 |                                    |                                    |                                    |                                    |

| Походження мешканців:     | Походження мешканців:     | Походження мешканців: | Походження мешканців: | Походження мешканців: |
| ------------------------- | ------------------------- | --------------------- | --------------------- | --------------------- |
| Походження                |                           |                       | осіб                  | %                     |
| Корінні американці        | Корінні американці        |                       | 815                   | 98.79%                |
| Інше північноамериканське | Інше північноамериканське |                       | 0                     | 0%                    |
| Європейське               | Європейське               |                       | 165                   | 20%                   |
| британське                | британське                |                       | 45                    | 5.45%                 |
| французьке                | французьке                |                       | 95                    | 11.52%                |
| українське                | українське                |                       | 10                    | 1.21%                 |
| Азійське                  | Азійське                  |                       | 10                    | 1.21%                 |

## Клімат
Середня річна температура становить 1,9°C, середня максимальна – 20,6°C, а середня мінімальна – -20,8°C. Середня річна кількість опадів – 478 мм.
| Клімат поселення                              | Клімат поселення | Клімат поселення | Клімат поселення | Клімат поселення | Клімат поселення | Клімат поселення | Клімат поселення | Клімат поселення | Клімат поселення | Клімат поселення | Клімат поселення | Клімат поселення | Клімат поселення |
| Показник                                      | Січ.             | Лют.             | Бер.             | Квіт.            | Трав.            | Черв.            | Лип.             | Серп.            | Вер.             | Жовт.            | Лист.            | Груд.            |                  |
| Середній максимум, °C                         | −8,44            | −4,63            | 0,74             | 9,16             | 15,09            | 19,62            | 20,58            | 19,85            | 14,87            | 9,51             | 0,07             | −5,96            |                  |
| Середня температура, °C                       | −14,64           | −10,82           | −5,48            | 2,96             | 8,90             | 13,41            | 15,56            | 14,86            | 9,87             | 4,49             | −4,94            | −10,95           |                  |
| Середній мінімум, °C                          | −20,84           | −17,03           | −11,68           | −3,22            | 2,70             | 7,23             | 10,56            | 9,86             | 4,87             | −0,49            | −9,94            | −15,96           |                  |
| Норма опадів, мм                              | 28               | 19               | 19               | 21               | 42               | 88               | 81               | 59               | 48               | 26               | 21               | 26               |                  |
| Середньомісячна швидкість вітру, м/с          | 3.35             | 3.35             | 3.38             | 3.42             | 3.40             | 3.20             | 2.86             | 2.81             | 3.08             | 3.49             | 3.23             | 3.33             |                  |
| Середньомісячна сонячна радіація, кДж/м²·день | 2812             | 6204             | 11559            | 16887            | 20484            | 21801            | 21529            | 17689            | 11676            | 6507             | 3141             | 2001             |                  |
| --------------------------------------------- | ---------------- | ---------------- | ---------------- | ---------------- | ---------------- | ---------------- | ---------------- | ---------------- | ---------------- | ---------------- | ---------------- | ---------------- | ---------------- |
| Джерело:                                      |                  |                  |                  |                  |                  |                  |                  |                  |                  |                  |                  |                  |                  |